# Showroom BMW
Showroom BMW è un edificio progettato dall'architetto Zaha Hadid costruito a Lipsia, in Germania. È stato costruito tra il 2003 e il 2006 e occupa una superficie di 4000 metri quadri.
La forma dell'edificio presenta una struttura lineare dove due elementi architettonici dalla forma ramificata si vanno ad unire. L'altezza è molto ridotta e l'edificio si sviluppa in senso orizzontale. L'esterno è caratterizzato da ampie vetrate con finestre a strisce vertciali. Edificio viene utilizzato come sala di esposizione delle vetture del marchio tedesco, contenente uffici e officine.